# 舒什韋河
舒什韋河是立陶宛的河流，位於該國中部，河道全長134.6公里，流域面積1,165.4平方公里，發源自蒂圖韋奈東南6公里，最終注入內韋日斯河，每年十二月至翌年三月結冰。
55°10′N 23°50′E / 55.167°N 23.833°E